# Paquito Cordero
Francisco Cordero Báez (Santurce, 16 de octubre de 1931-San Juan, 30 de junio de 2009), conocido como Paquito Cordero, fue un comediante y productor musical y televisivo puertorriqueño. Es considerado un pionero de la televisión puertorriqueña.

## Primeros años de vida
Nació en Santurce (Puerto Rico), hijo de Francisco Cordero Paco y Berta Báez de Cordero. Asistió a la Escuela Superior Central en Santurce al terminar su educación primaria y secundaria. Fue miembro del club de teatro de su escuela secundaria y participó en sus obras, donde descubrió el arte de la comedia. Estuvo muy influenciado por su tía por parte paterna, Mapy Cortés, quien se había mudado a México desde Puerto Rico, donde se convirtió en actriz. Se casó con el actor mexicano nacido en Puerto Rico Fernando Cortés, amigo de la infancia. Después de graduarse de la escuela secundaria, Cordero se matriculó y asistió a la Universidad de Puerto Rico y se casó con su novia de la infancia, una peluquera a quien todos conocían como «Cuqui». Con Cuqui tuvo tres hijos, dos niñas y un niño.

## Carrera

### Primeros años
Audicionó para un papel en un sketch cómico que se transmitió a través de Radio El Mundo y posteriormente fue contratado. Lo hizo en su tiempo libre. Su tía Mapy y su esposo Fernando regresaron a la isla y presentaron una idea para un programa de comedia a Ángel Ramos, dueño de El Mundo Enterprises. El 28 de marzo de 1954, Puerto Rico recibió su primera transmisión televisiva desde WKAQ-TV Telemundo Canal 2 de Ángel Ramos. Entre los primeros programas de comedia que salieron al aire estuvo Mapy y Papi con Mapy y Fernando Cortés, María Judith Franco y Paquito Cordero.
Durante este período de su vida, se enamoró de una de las bailarinas del espectáculo, una joven llamada Nora. Pronto se divorció de su primera esposa y le pidió a Nora que se casara con él. Ella aceptó y juntos tuvieron un hijo, Santiago.

### Productor televisivo
En la década de 1960, formó su propia compañía de producción a la que llamó Paquito Cordero Productions, Inc. Su hermana menor, Bertita, se convirtió en su asistente y finalmente su hermano menor, Jorge, también se uniría a la compañía como futuro coproductor. El 11 de enero de 1965, Telemundo transmitió el primer programa producido por Paquito llamado El Show de las 12. El primer show contó con apariciones de El Gran Combo, Tito Lara, Los Hispanos y Olga y Tony. También incluyó una sección dentro del espectáculo, dedicada al público adolescente, llamada «Canta la Juventud». Entre los que participaron en esta sección estuvieron Alfred D. Herger y los ídolos adolescentes puertorriqueños Lucecita Benítez y Chucho Avellanet. El Show de las 12 fue presentado por Miguel Ángel Álvarez y Eddie Miró fue el guionista. El programa fue un éxito y fue visto por más del 80 por ciento de la población, convirtiéndose en uno de los programas más vistos de Puerto Rico por más de 40 años.
El 14 de abril de 1983, Telemundo fue vendida a John Blair and Co. y finalmente, en 2004 pasó a formar parte de la cadena NBCUniversal. Esto generó muchos cambios y uno de ellos fue la sustitución de programas producidos localmente por programas producidos en otros países como México. Cordero, sin embargo, permaneció en Telemundo como su principal productor local de 1983 a 2004.
El 6 de mayo de 2004, Cordero y Tommy Muñiz recibieron un reconocimiento especial por parte de la Cámara de Representantes de Puerto Rico como parte de la celebración de los 50 años de transmisión ininterrumpida en los canales Telemundo y Televicentro.
El 25 de febrero de 2005, Telemundo canceló El Show de las 12 el programa de televisión de mayor duración en Puerto Rico. Telemundo ya no transmite programas de televisión producidos localmente y por lo tanto, ya no es una fuente de ingresos para la clase artística local.
En la última emisión del programa, Eddie Miró tomó el micrófono y dijo: «Señoras y señores... El Show de las 12 ha muerto. Señoras y señores... reflexionemos ante su deceso».

### Productor musical
En un momento de su vida, fue dueño de un sello musical, llamado Hit Parade. Uno de los grupos para los que produjo álbumes fue el conocido grupo de merengue Conjunto Quisqueya.

## Últimos años
En 2007, produjo un remake de Noche de Gala, transmitido por WIPR-TV, Tu Universo Televisión, canal 6, con Deborah Carthy-Deu, como conductora. Murió por problemas respiratorios en la mañana del 30 de junio de 2009. Le sobreviven su esposa, Nora, y cuatro hijos, Paquitin, Chiqui, Muñeca y Santiago. El gobernador de Puerto Rico, Luis Fortuño, declaró tres días de luto nacional. El 2 de julio se realizó un velorio en el Salón de Actos del Convento Dominicos del Viejo San Juan al que asistieron el gobernador y su esposa, celebridades locales y familiares y amigos cercanos. Sus restos fueron trasladados posteriormente al Cementerio Santa María Magdalena de Pazzis también en el Viejo San Juan, donde fue enterrado.